# 테즈카 카츠미
테즈카 카츠미(Katsumi Tezuka, 1912년 8월 31일 ~ )는 일본의 배우, 야구 선수이다.

## 영화
- 고질라 5 - 모수라 대 고질라 (1964년)
- 마탄고 (1963년)
- 해저군함 (1963년)
- 추신구라 - 47로닌 (1962년)
- 바란 (1962년)
- 모스라 (1962년)
- 고질라 4 - 킹콩 대 고질라 (1962년)
- 오사카 캐슬 스토리 (1961년)
- 배틀 인 아웃터 스페이스 (1959년)
- 미스터리언스 (1957년)
- 하늘의 괴수 라돈 (1956년)
- 고질라 3 - 괴수의 왕 (1956년)
- 고질라 2 (1955년)
- 고질라 (1954년)